# Bolsa de Valores de Caracas
Pour les articles homonymes, voir BVC.
La Bolsa de Valores de Caracas (BVC) est une bourse située à Caracas au Venezuela. La bourse de Caracas a été créée en 1947, elle est devenue en 1974 l'unique bourse d'échange du Venezuela après avoir fusionné avec son concurrent local. 